# Pipistrellus hanaki
Pipistrellus hanaki is een vleermuis uit het geslacht dwergvleermuizen (Pipistrellus).

## Kenmerken
P. hanaki is het grootste bekende lid van de P. pipistrellus-groep (armlengte 31,2-33,4 mm; schedellengte 12,1-12,7 mm). De vacht is lichtbruin, iets lichter dan andere leden van de groep. Rugharen zijn zo'n 5 mm lang; de onderste helft is hazelnootbruin en de bovenhelft is donker kastanjebruin. De buik is iets lichter dan de rug. Het gezicht, de vleugels en de oren zijn donkerbruin, maar rond de ogen en bij de basis van de oren iets lichter. De echolocatieroep heeft een maximale energie van 45 kHz.

## Naamgeving
Hij behoort tot de P. pipistrellus-groep, waarbinnen hij het nauwste verwant is aan Pipistrellus pygmaeus. P. hanaki is in 2004 beschreven en is genoemd naar Prof. Vladimír Hanák, die veel heeft bijgedragen aan de kennis van de Palearctische vleermuizenfauna. Hij was een van degenen die P. hanaki ontdekten en hij was de eerste die suggereerde dat het misschien een aparte soort was.

## Verspreiding
Deze soort komt voor in Cyrenaica (Libië). De typelocatie is het bovenste deel van de wadi Al Kuf (32°44'N, 21°41'O; 495 m boven zeeniveau), zo'n 5 km ten zuidwesten van Al Bayda, in het district Al Jabal Al Akhdar in Cyrenaica. Hij komt voor in een gebied van 3000 à 5000 km² tussen Qasr Libiya en Al Qubbah (32°30'-32°50'N, 21°30'-22°20'O).